# Kafarnaum
Kafarnaum (hebrejsko: כפר נחום‎ [Kefar Nahum] = Nahumova vas) je ime naselja, ki je stalo ob obali Genezareškega jezera v Galileji, na ozemlju današnje države Izrael. Kafarnaum je bil naseljen od približno leta 150 pr. n št. do približno 750 n. št. (ali celo še dlje), danes pa je od naselja ostalo le nekaj ruševin.
Kafarnaum je znan po navedbah iz Svetega pisma nove zaveze. V Kafarnaumu naj bi živeli apostoli Peter, Andrej, Jakob Veliki, evangelist Janez in evangelist Matej. Po navedbah evangelista Mateja naj bi v mestu nekaj časa živel tudi Jezus (Mt 4,12-13). Evangeliji navajajo, da je Jezus v času bivanja v Kafarnaumu učil v mestni shodnici in ozdravil nekaj ljudi, med njimi tudi Petrovo taščo (glej Lk 4,31-44).
Ruševine Kafarnauma je odkril ameriški raziskovalec Edward Robinson leta 1838. Leta 1866 je Charles W. Wilson odkril ostanke sinagoge, leta 1894 pa je z raziskavami nadaljeval frančiškan Giuseppe Baldi. Frančiškani so pozneje nahajališče ogradili, da bi preprečili vandalizem.
Z obsežnejšimi deli sta leta 1905 nadaljevala Nemca Heinrich Kohl in Carl Watzinger, pozneje pa še frančiškana Vendelin von Benden (1905-1915) in Gaudenzio Orfali (1921-1926). V letu 1968 so italijanski frančiškani odkrili ostanke hiše, za katero se domneva, da je bila dom svetega Petra.
Leta 2000 je ostanke Kafarnauma obiskal papež Janez Pavel II.